# Amtsgericht Greiz

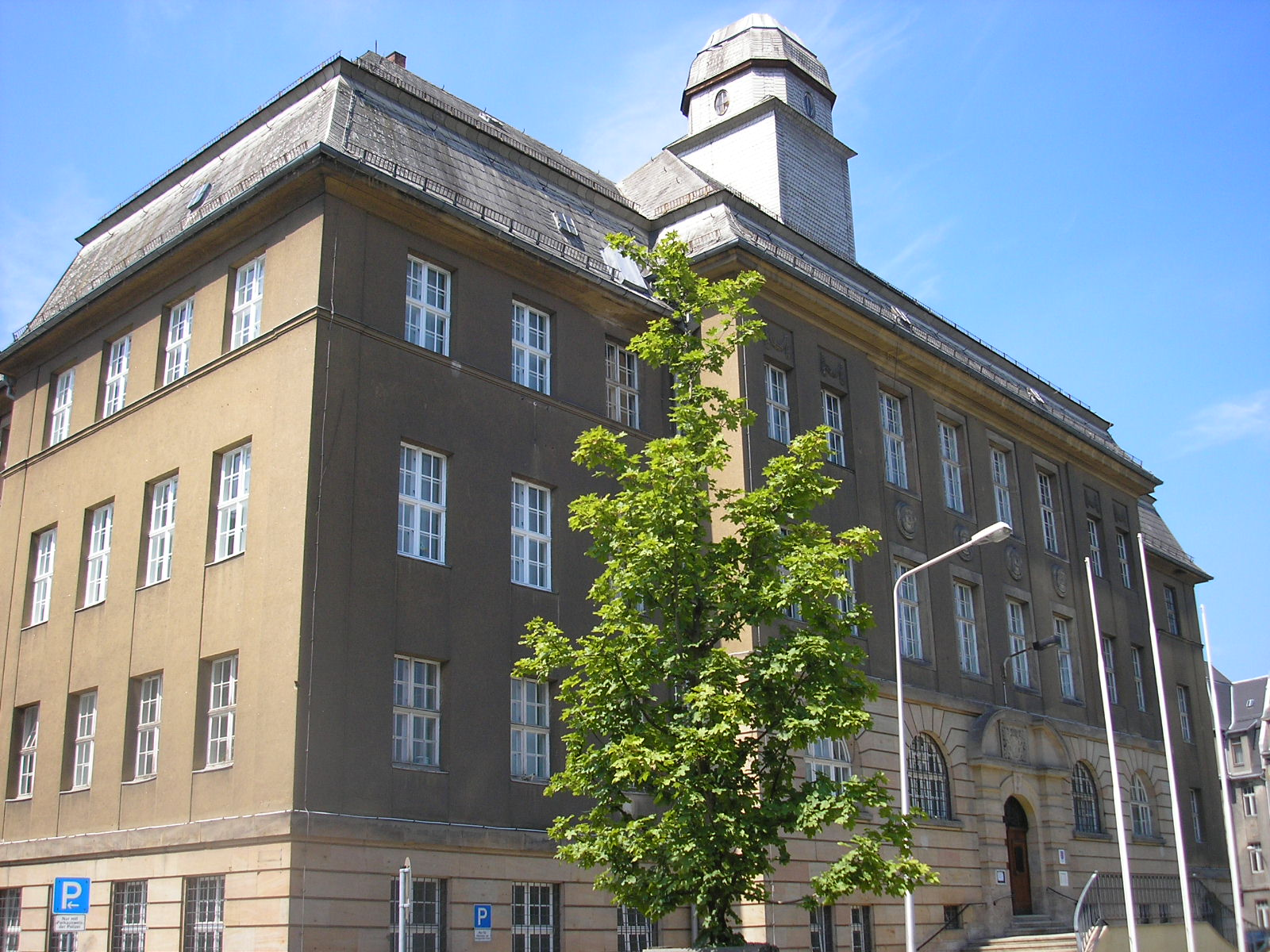
Gerichtsgebäude (2007)

Das Amtsgericht Greiz, ein Gericht der ordentlichen Gerichtsbarkeit, ist eines von sieben Amtsgerichten (AG) im Bezirk des Landgerichtes Gera.

## Gerichtssitz und -bezirk
Sitz des Gerichtes ist Greiz, die Kreisstadt des Landkreises Greiz. Der 451 km² große Gerichtsbezirk erstreckt sich auf die Städte und Gemeinden Auma-Weidatal, Berga-Wünschendorf, Greiz,  Hohenleuben, Langenwetzendorf, Langenwolschendorf, Mohlsdorf-Teichwolframsdorf, Teichwitz, Weißendorf und Zeulenroda-Triebes. In ihm leben mehr als 56.000 Menschen. Für die Führung des Handels-, Genossenschafts- und Partnerschaftsregisters ist das Amtsgericht Jena als Zentrales Registergericht zuständig. Zentrales Mahngericht ist das Amtsgericht Aschersleben.

## Geschichte
Mit den Reichsjustizgesetzen wurde im deutschen Reich reichsweit eine einheitliche Gerichtsorganisation geschaffen. Das Gerichtsverfassungsgesetz vom 27. Januar 1877 legte als Instanzenzug Amtsgerichte, Landgerichte und Oberlandesgerichte fest. Die Umsetzung in Reuß älterer Linie führte aufgrund der geringen Größe und der Zersplitterung der Landesteile zu sehr kleinen Gerichten. Auf Obergerichtsebene hatte es bereits vorher das gemeinschaftliche Oberappellationsgericht Jena gegeben, da das Fürstentum Reuß älterer Linie um ein Vielfaches zu klein für ein eigenes Obergericht gewesen war. Dieses wurde nun zum Oberlandesgericht Jena. Als Landgericht wurde das Landgericht Greiz geschaffen, das  für das ganze Fürstentum zuständig war. Das Amtsgericht Greiz war eines von drei Amtsgerichten, die dem Landgericht Greiz nachgeordnet waren. Es war der Nachfolger des nun aufgehobenen Justizamtes Greiz. Das Amtsgericht Greiz war 1880 war es für etwa 33.500 Einwohner zuständig (das waren etwa 3/4 der Einwohner des Fürstentums Rueß ä.L.) und hatte drei Richterstelle. Rechtsgrundlage für die Bildung der Gerichte war das 32. Gesetz vom 21. November 1878, Aenderungen der bestehenden Gerichtsorganisation betreffend. Nach der Novemberrevolution 1918 wurde die Auflösung der thüringischen Kleinstaaten und die Bildung eines neuen Landes Thüringen betrieben. Damit verbunden war eine völlige Neuordnung der Gerichte. In einem ersten Schritt wurden Reuß ä. L. und Reuß jüngere Linie im Volksstaat Reuß zusammengefasst. Nach der Gründung des Volksstaates Reuß wurde mit Erlass vom 11. Juli 1919 betreffend die Abänderung des Staatsvertrags über die Fortdauer der Landgerichtsgemeinschaft in Gera das bis dahin bestehende Amtsgericht Greiz dem Landgericht Gera nachgeordnet. Damit wurde die Neuordnung umgesetzt, die der Arbeiter- und Soldatenrat bereits mit dem Gemeinschaftsnotgesetz, betr. den Zusammenschluß der beiden Freistaaten Reuß auf dem Gebiete der Gesetzgebung, Verwaltung und Rechtspflege vom 21. Dezember 1918 verordnet hatte. Auch nach der Bildung des Landes Thüringen wurde diese Organisation mit dem Gesetz über die Sitze und Bezirke der ordentlichen Gerichte im Lande Thüringen vom 15. Juni 1923 bestätigt. Das Amtsgericht Greiz blieb als dem Landgericht Gera nachgeordnetes Gericht erhalten.

## Gebäude
Das Gericht ist in dem von Alois Holtmeyer 1910–1912 errichteten Gebäude Brunnengasse 10 untergebracht.

## Übergeordnete Gerichte
Dem Amtsgericht Greiz ist das Landgericht Gera übergeordnet. Zuständiges Oberlandesgericht ist das Thüringer Oberlandesgericht in Jena.

## Richter
- Carl Liebe (1895–1898)
- Oskar von Cornberg (1887–1893)
- Max von Geldern-Crispendorf (1918–1919)
- Adolf Steinhäuser (ab 1895)
- aktuell: Christian Hollandmoritz (Stand: März 2021)